# Dayo Okeniyi
Dayo Okeniyi (Jos, 14 juni 1988) is een in Nigeria geboren acteur, bekend geworden bij het grote publiek door zijn rol als Thresh in The Hunger Games.

## Biografie
Dayo is geboren in Nigeria, hij heeft vijf broers en zussen. Zijn vader is een gepensioneerde douanier uit Nigeria, en zijn moeder is een Keniase lerares. In 2003 verhuisde Dayo en de rest van het gezin naar Californië. Hij heeft visuele communicatie aan de Universiteit van Anderson gestudeerd en heeft zijn bachelor diploma behaald in 2009.

## Filmografie
| Jaar | Film                | Rol           | Opmerkingen |
| ---- | ------------------- | ------------- | ----------- |
| 2010 | Eyes to See         | Onbekende rol | Korte film  |
| 2011 | Lions Among Men     | Tau           | Korte film  |
| 2012 | The Hunger Games    | Thresh        |             |
| 2013 | The Spectacular Now | Marcus        |             |
| 2013 | Runner, Runner      | Perdeep       |             |
| 2013 | Cavemen             | Andre         |             |
| 2013 | Revolution          | Alec          | TV show     |
| 2014 | Endless Love        | Mace          |             |
| 2015 | Terminator Genisys  | Danny Dyson   |             |

- Library of Congress Control Number: no2019129230
- MusicBrainz: c7eaa2e9-06ae-4fec-a231-da82e961dd07
- Système universitaire de documentation: 261878034
- Virtual International Authority File: 9579156858603049780009